# Scott Tixier

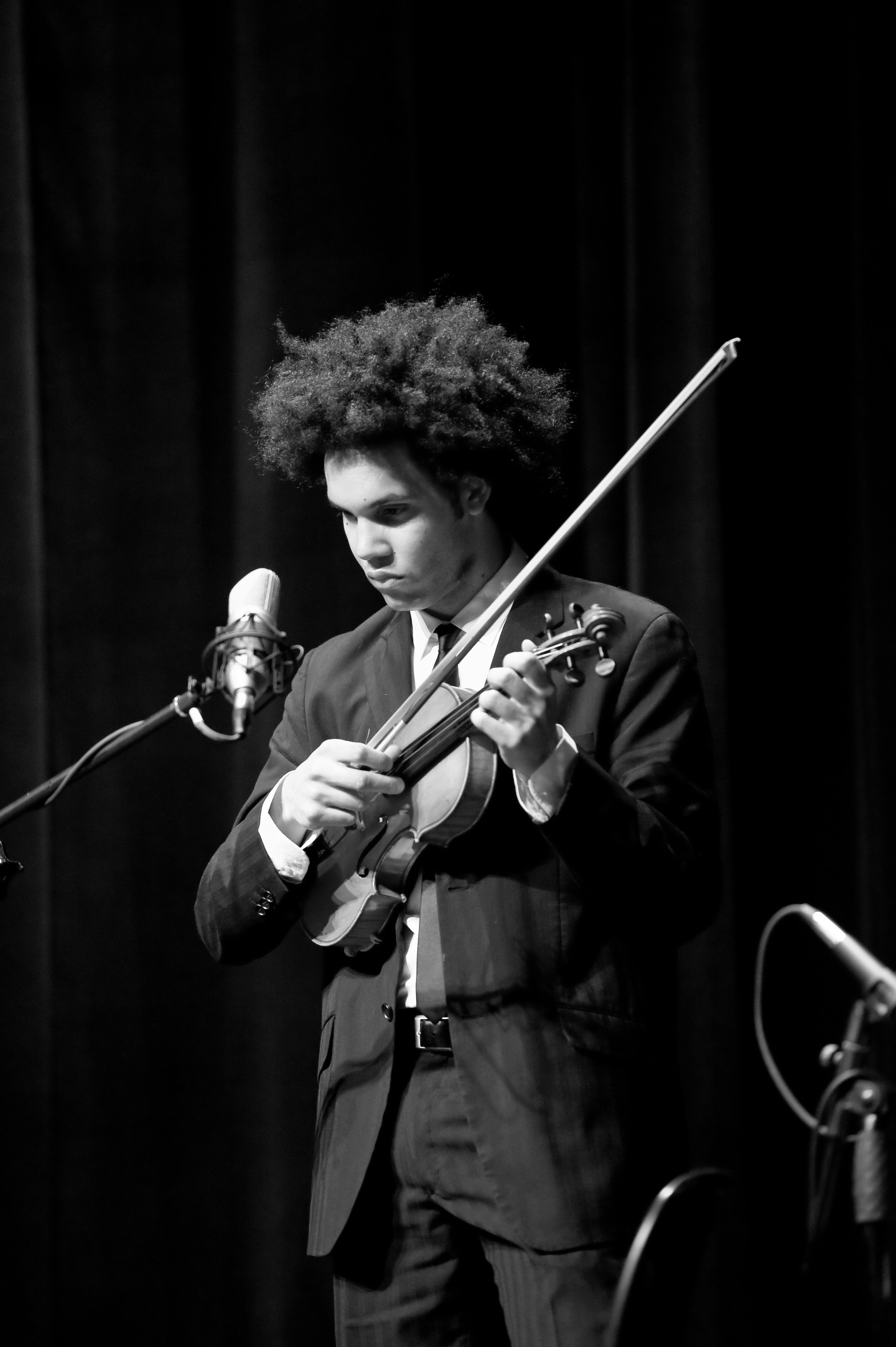
Scott Tixier, New York Jazz Festival 2010

Scott Tixier (* 26. Februar 1986 in Montreuil) ist ein französischer Violinist und Komponist des Modern Jazz.

## Werdegang
Tixier wuchs in Paris auf. Er studierte in Montreuil und am Pariser Konservatorium als klassischer Violinist; sein Interesse am Jazz wurde durch die Musik von Joe Henderson und John Coltrane geweckt.
Er hat unter anderem mit Stevie Wonder, Anthony Braxton, Zedd, Dave Douglas, Maceo Parker, Lonnie Plaxico, Siegfried Kessler und Sting gearbeitet.
Sein Zwillingsbruder Tony Tixier ist Pianist.

## Preise und Auszeichnungen
2013 wurde er als  Rising Star Violin im Kritikerpoll der Zeitschrift Down Beat geehrt. Bereits im Vorjahr wurde er hier nominiert. Weiterhin wurde er 2013 als Best New Artist im Kritikerpoll der JazzTimes nominiert. Das Album Brooklyn Bazaar wurde in den JazzTimes Magazine Critics Top 50 CDs 2012 gelistet und im National Public Radio als Song of the Day ausgewählt und international ausgestrahlt. 2007 wurde ihm der erste Preis der Trophées du Sunside in Paris vergeben.

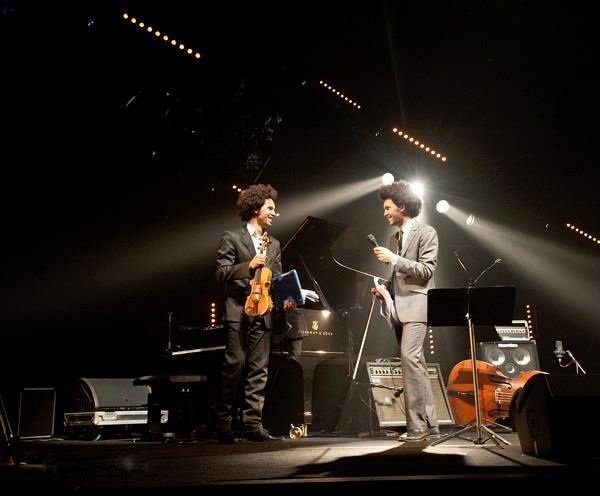
Scott Tixier mit Tony Tixier

## Diskografische Hinweise
- Cosmic Adventure (Sunnyside 2016, mit Chris Potter, Yvonnick Prené, Glenn Zaleski, Luques Curtis, Justin Brown, Pedrito Martinez)
- Brooklyn Bazaar (Sunnyside 2012)
- Sofia Laiti Like a Road Leading Home (2011, mit James Weidman, Marcus McLauren, Adam Lomeo, Vincent Ector, Mariel Berger)
- Foldersnacks When We Arrive (2010)
- Keiichi Murata Sangatsu (2010, Tsumori Recordings)

## Filmographie
- Double Jeux: Tony Tixier Quartet invite Scott Tixier, CINAPS TV (2013)
- Ogres, les Fauves de Farafangan von Léandre Bernard Brunel, ARTE Creative (2011)
- Silent Night Regie: Bryan Parker, Sony (2011)
- Pierre et Fils Pierre Palmade, TF1 (2008)
- Tous Places Alban Capello, Atypik prod, Equidia TV (2005)